# Pârjol
Pârjol è un comune della Romania di 6 805 abitanti, ubicato nel distretto di Bacău, nella regione storica della Moldavia.
Dal punto di vista economico, oltre all'attività agricola, che rimane prevalente, da segnalare lo sfruttamento di un giacimento petrolifero nel territorio del villaggio di Cîmpeni.

## Villaggi
Il comune è formato dall'unione di 9 villaggi: Bahnăsești, Bărnești, Băsești, Cîmpeni, Haineala, Hemjeni, Pârjol, Pustiana, Tarița.
A Pustiana (in ungherese Pusztina), la maggioranza della popolazione è di lingua e cultura ungherese csángó. Il monumento principale è la chiesa parrocchiale, dedicata a Santo Stefano Re.